# 卡尔·霍夫兰德
卡尔·霍夫兰德 （英語：Carl Iver Hovland，1912年6月12日—1961年4月16日）， 美国心理学家。

## 生平
霍夫蘭出生於美國芝加哥的一個移民家庭，因患癌症逝於美國康涅狄格州哈姆登。1936年，他在耶鲁大学獲得博士學位後，曾擔任耶魯大學中心理學系講師、助理教授、教授，是一位著名的實驗心理學家，也是在宣傳與傳播學研究中的代表人物之一；在世界第二次大戰期間，霍夫蘭和一群心理學家進行了一個對於態度與說服進行的研究，對此提出了眾多影響頗大的理論—耶魯學派。

## 耶魯研究
耶魯研究又稱為「說服研究 (persuasive research) 」，耶魯研究起源於二次世界大戰期間，美國陸軍部新聞署以及教育署徵召一些社會學家，其中以卡爾·霍夫蘭和史多佛（Samuel Stouffer）為主要負責人，他們將耶魯大學作為研究的中心，並對美國的軍人進行一連串的實驗，他們將軍人分為兩批，並且以不同的方式在他們的面前播放戰爭宣導影片；這個實驗的目的是想要從實驗中試圖尋找出傳播媒介的訊息是否會直接的影響著人們，進而導致人們的行為和態度產生改變。